# Larry Lawrence
Larry Lawrence est un joueur de basket de nationalité américaine, naturalisé français, né le 20 janvier 1959 à Macon en Géorgie.

## Biographie
Sorti de la fac de Dartmouth en 1981 sans être drafté, Larry Lawrence commence sa carrière en jouant pendant quatre saisons en CBA. Il se fait remarquer avec des statistiques de 16 points et 5 rebonds par match et est même élu dans le meilleur cinq défensif du championnat en 1984-1985. Il quitte les Etats-Unis à l'été 1985 pour rejoindre Gravelines, qui évolue alors en Nationale 2 (troisième niveau français). Pas pour bien longtemps, puisque dès la deuxième saison il permet au club nordiste d'accéder à la Nationale 1B. Le club enchaîne même avec une deuxième montée consécutive pour atteindre l'élite du basket français après une victoire en barrage contre Nancy (avec 41 points, 10 rebonds et 9 passes pour Lawrence dans le match décisif).
En 1988, craignant le manque de compétitivité du club pour sa première saison en Pro A, il cherche un nouveau challenge dans une équipe jouant les premiers rôles de son championnat, quitte à rester à l'échelon inférieur. C'est alors qu'il signe au Mans avec l'ambition de faire remonter le club en Nationale 1A. Après avoir participé à une tournée en URSS avec les Atlanta Hawks à l'été 1988, il signe une première saison sous les couleurs mancelles tonitruante terminant avec 32.4 points de moyenne par match (meilleur marqueur du championnat) ! Malheureusement le SCM perd son barrage d'accession pour la montée contre Antibes. Mais ce n'est que partie remise et Larry est le leader de l'équipe qui va chercher le titre de champion de France de Nationale 1B en 1990, permettant au club de retrouver une élite abandonnée trois saisons plus tôt. Il sera toujours là pour la première saison du club en Nationale 1A, 
Il retourne à Gravelines pour la saison 1991-1992.
Joueur complet, toujours à la recherche de nouveaux défis, sa carrière va ensuite passer par Saint Quentin et Evreux en Pro B, Brest et Tourcoing en Nationale 2, puis Vichy de nouveau en Pro B. Après un essai infructueux avec le Paris SG en décembre 1997, il fait une saison blanche avant d'obtenir sa naturalisation française en mars 1998 et de revenir sur les parquets de Pro A avec Nancy pendant deux saisons, terminant sa carrière professionnelle en 2000 à 41 ans passés.
Larry Lawrence aura passé quatorze saisons au haut niveau en France, portant les couleurs de huit maillots différents. Il a évolué à Gravelines de 1985 à 1988 et fut certainement l'un des principaux instigateurs de la montée de ce club de Nationale 2 et N 1 B, jusqu'au plus haut niveau.
Sa fille Alyssa Lawrence est également une joueuse professionnelle de basket-ball.
Il travaille par la suite comme cadre à la Société générale à New York.

## Clubs
- 1985 - 1988 :  Gravelines (Nationale 2 puis N 1 A)
- 1988 - 1991 :  Le Mans (N 1 B puis N 1 A)
- 1991 - 1992 :  Gravelines (N 1 A)
- 1992 - 1993 :  Saint-Quentin (N A 2)
- 1993 - 1994 :  Évreux (Pro B)
- 1994 - 1995 :  Brest (Nationale 2)
- 1995 - 1996 :  Tourcoing (Nationale 1)
- 1996 - 1997 :  JA Vichy (Pro B)
- 1997 - 1998 :  Sans club
- 1998 - 2000 :  Nancy (Pro A)

## Palmarès
- 1986-1987 : champion de France Nationale 2 avec Gravelines
- 1989-1990 : champion de France N 1 B avec Le Mans

## Titres individuels
- 1988-1989 : meilleur marqueur du championnat de Pro B : 32,4 points par match
- 1998-1999 : deuxième joueur le plus adroit à trois points : 47,1 % de moyenne